# Nazionale maschile di rugby a 15 della Malaysia
La nazionale di rugby a 15 della Malaysia (Pasukan ragbi kebangsaan Malaysia) rappresenta la Malaysia nel rugby a 15 in ambito internazionale, dove è inclusa fra le formazioni di terzo livello.
La nazionale deve ancora fare il suo debutto nella Coppa del Mondo di Rugby, ma ha cercato di qualificarsi fin dal 1995, nella Coppa del Mondo ospitata dalla Sudafrica.

## Storia
La nazionale malese rappresenta la propria nazione nel campo del rugby. Hanno rivalità con il Singapore, e le partite tra di loro sono molto contestate e molto viste. Tuttavia, i finanziamenti da parte dello stato sono molto ridotti.
Il rugby malese è anche molto promettente con molti nuovi giocatori che abbracciano questo sport. Nel 2013, il debuttante Razman Arsad è entrato nella squadra diventandone capocannoniere, segnando 69 punti nella sua prima stagione.  Nel frattempo, anche Nureikmar Muhamad ha avuto un grande impatto nelle partite che lo ha portato a diventare il vice capitano della squadra.

## Risultati
Asia Rugby Championship 2016 (divisione 1)
Il torneo si è svolto al Royal Selangor Stadium, a Kuala Lumpur, in Malesia.
| Squadra di casa | Risultato | Ospite    |
| --------------- | --------- | --------- |
| Malaysia        | 10-15     | Filippine |
| Malaysia        | 42-17     | Sri Lanka |
| Malaysia        | 40-20     | Singapore |

La Malaysia ha vinto il torneo, ma rimarrà nella Divisione 1 nella prossima edizione dopo aver deciso di non sfidarsi per la promozione.

## Rosa giocatori
Squadra dell'Asia Rugby Championship 2015 - Divisione 2
- Azman Osman
- Mohd Nurazaman Ramli
- Dinesvaran Krishnan
- Sae Falupega
- Harley Phillips
- Nik Mohd Shahidan Mohd Zain
- Mohamad Syarif Sudin
- Eto Vaka Saukuru
- Mohd Syahir Asraf Rosli (C)
- Faat Hor Rozi
- Atunasia Lacadamu Takubu
- Vatimio Rabebe
- Tengku Mohd Fariz Tengku Roslan
- Pepeli Naqasima
- Callum Bin Azmir Kilpatrick

Sostituti
- Amirul Sani
- Muhammad Syabil Laila
- Mohd Saizul Hafifi Md Noor
- Amirul Mukminin Amizan
- Mohd Hazuwan Mohamad Zakeri
- Wan Izzudin Ismail
- Ras Hurairah Razbi
- Mohamad Aiman Jamaluddin
- Isoa Vuluma Turuva
- Mohd Rosmanizam Roslan
- Khalid Syed Bin Oliver Smith

## Record

### ARFU Asian Rugby Championship
| ARFU Asian Rugby Championship (1969-2004) | ARFU Asian Rugby Championship (1969-2004) | ARFU Asian Rugby Championship (1969-2004) | ARFU Asian Rugby Championship (1969-2004) | ARFU Asian Rugby Championship (1969-2004) | ARFU Asian Rugby Championship (1969-2004) | ARFU Asian Rugby Championship (1969-2004) | ARFU Asian Rugby Championship (1969-2004) | ARFU Asian Rugby Championship (1969-2004) |                          |
| Anno                                      | Divisione                                 | Posizione                                 | PG                                        | W                                         | D                                         | L                                         | PF                                        | PS                                        |                          |
| ----------------------------------------- | ----------------------------------------- | ----------------------------------------- | ----------------------------------------- | ----------------------------------------- | ----------------------------------------- | ----------------------------------------- | ----------------------------------------- | ----------------------------------------- | ------------------------ |
| 1998                                      | Divisione 2                               | 6/7                                       | 3                                         | 0                                         | 0                                         | 3                                         | 92                                        | 45                                        |                          |
| 2000                                      | N/A                                       | Non Partecipante                          | Non Partecipante                          | Non Partecipante                          | Non Partecipante                          | Non Partecipante                          | Non Partecipante                          | Non Partecipante                          | Non Partecipante         |
| 2002                                      | Divisione 2                               | 6/7                                       | 3                                         | 0                                         | 0                                         | 3                                         | 92                                        | 45                                        |                          |
| 2004                                      | N/A                                       | Rimpiazzato dal Pakistan                  | Rimpiazzato dal Pakistan                  | Rimpiazzato dal Pakistan                  | Rimpiazzato dal Pakistan                  | Rimpiazzato dal Pakistan                  | Rimpiazzato dal Pakistan                  | Rimpiazzato dal Pakistan                  | Rimpiazzato dal Pakistan |
| 2006-07                                   | Plate                                     | 6/6                                       | 3                                         | 0                                         | 0                                         | 3                                         | 92                                        | 45                                        |                          |
| Totale                                    | Miglior risultato: Vincitori              | Presenze: 20/20                           | 76                                        | 39                                        | 14                                        | 23                                        | 146                                       | 82                                        |                          |

### Torneo delle divisioni del 5 nazioni asiatico
| Torneo delle divisioni del 5 nazioni asiatico | Torneo delle divisioni del 5 nazioni asiatico | Torneo delle divisioni del 5 nazioni asiatico | Torneo delle divisioni del 5 nazioni asiatico | Torneo delle divisioni del 5 nazioni asiatico | Torneo delle divisioni del 5 nazioni asiatico | Torneo delle divisioni del 5 nazioni asiatico | Torneo delle divisioni del 5 nazioni asiatico | Torneo delle divisioni del 5 nazioni asiatico |
| Anno                                          | Divisione                                     | Posizione                                     | PG                                            | W                                             | D                                             | L                                             | PF                                            | PS                                            |
| --------------------------------------------- | --------------------------------------------- | --------------------------------------------- | --------------------------------------------- | --------------------------------------------- | --------------------------------------------- | --------------------------------------------- | --------------------------------------------- | --------------------------------------------- |
| 2008                                          | Divisione 2                                   | 2/4                                           | 2                                             | 1                                             | 0                                             | 1                                             | 55                                            | 3                                             |
| 2009                                          | Divisione 2                                   | 1/4                                           | 2                                             | 1                                             | 0                                             | 1                                             | 55                                            | 3                                             |
| 2010                                          | Divisione 1                                   | 3/4                                           | 2                                             | 1                                             | 0                                             | 1                                             | 55                                            | 30                                            |
| 2011                                          | Divisione 1                                   | 4/4                                           | 2                                             | 0                                             | 0                                             | 2                                             | 37                                            | 138                                           |
| 2012                                          | Divisione 2                                   | 2/4                                           | 2                                             | 1                                             | 0                                             | 1                                             | 108                                           | 22                                            |
| 2013                                          | Divisione 2                                   | 2/4                                           | 2                                             | 1                                             | 0                                             | 1                                             | 65                                            | 30                                            |
| 2014                                          | Divisione 2                                   | 1/4                                           | 2                                             | 2                                             | 0                                             | 0                                             | 74                                            | 44                                            |
| Totale                                        | Miglior risultato: Vincitori                  | Presenze: 20/20                               | 76                                            | 39                                            | 14                                            | 23                                            | 146                                           | 82                                            |

### Asia Rugby Championship
| Asia Rugby Championship division tournaments | Asia Rugby Championship division tournaments | Asia Rugby Championship division tournaments | Asia Rugby Championship division tournaments | Asia Rugby Championship division tournaments | Asia Rugby Championship division tournaments | Asia Rugby Championship division tournaments | Asia Rugby Championship division tournaments | Asia Rugby Championship division tournaments |
| Anno                                         | Divisione                                    | Posizione                                    | PG                                           | W                                            | D                                            | L                                            | PF                                           | PS                                           |
| -------------------------------------------- | -------------------------------------------- | -------------------------------------------- | -------------------------------------------- | -------------------------------------------- | -------------------------------------------- | -------------------------------------------- | -------------------------------------------- | -------------------------------------------- |
| 2015                                         | Divisione 2                                  | 1/4                                          | 3                                            | 3                                            | 0                                            | 0                                            | 119                                          | 39                                           |
| 2016                                         | Divisione 1                                  | 1/4                                          | 3                                            | 2                                            | 0                                            | 1                                            | 92                                           | 45                                           |
| 2017                                         | Divisione 1                                  | 1/4                                          | 3                                            | 3                                            | 0                                            | 0                                            | 98                                           | 39                                           |
| Totale                                       | Miglior risultato: Vincitori                 | Presenze: 3/3                                | 9                                            | 8                                            | 0                                            | 1                                            | 309                                          | 123                                          |

**Il bordo rosso indica che il torneo è stato tenuto in casa.
Dal 2015, il formato della competizione è stato cambiato.
PG= Partite Giocate
W= Vittorie
D= Pareggi
L= Sconfitte
PF= Punti Fatti
PS= Punti Subiti